# 韓国文化経済総合研究所
株式会社韓国文化経済総合研究所（かんこくぶんかけいざいそうごうけんきゅうしょ、英: KOREA CULTURE ECONOMY RESEARCH INSTITUTE, Inc.、略称はKCERI）は、東京都千代田区に本社を置く、韓国と日本との2国間に特化したシンクタンク・コンサルティング企業。

## 概要

### 会社概略
2002年から20周年の記念事業として韓国と日本との2国間の文化経済の発展のため2022年に設立された。政府、官公庁、地方公共団体等をはじめ、上場企業やベンチャー企業から委託される各種調査研究に強みを持つ。
2022年（令和4年）11月1日、日本にて株式会社として法人登記された。

### 事業概略
事業分野は以下の4事業に分類される。
- シンクタンク事業
- コンサルティング事業
- ITソリューション事業
- 講演会セミナー事業

## 事業拠点
- ラボラトリー（東京都港区六本木 / 六本木ヒルズ森タワー内）
- 本社（東京都千代田区大手町 / ファーストスクエアビル内）